# 転失気
『転失気』（てんしき）は、古典落語の演目。江戸落語・上方落語の両方で演じられる。
医学用語の意味がわからないのに、知ったかぶりをする人々の失敗噺。10分程度の短い噺であり、若手が鍛錬のために演じるいわゆる「前座噺」のひとつとしても知られる。

## あらすじ
体調のすぐれない寺の和尚が、往診に訪れた医師の問診を受け、「てんしき」があるかないかを尋ねられる。和尚は「てんしき」が何なのかわからないが、教えを乞うのを恥ずかしがり、知ったかぶりをして「ございません」と答えてその場をとりつくろい、医師が帰ったあとになって小僧の珍念を呼んで、それとなく尋ねることでなんとか「てんしき」について知ろうとするが、珍念も「てんしき」を知らなかった。和尚は「先日教えたことを忘れたのか。ここで『てんしき』についてまた教えてもよいが、それではお前のためにならない」とうそぶき、珍念を医師宅へ調合薬を取りに向かわせるついでに、近所に「てんしき」を借りてくるように命じる。
ところが聞いた人もみな何のことか分からないのに知ったかぶりをして「棚の上から落ちて割れてしまった」「人に持って行かれた」「たくさんあったが、わるくなる前に味噌汁の実にして食べてしまった」などと、バラバラの言い訳をして貸すのを断るため、「てんしき」が何であるのか珍念にはわからない。ようやく訪ねた医師宅で、医師に問うて医学でいう「転失気とは『気を転（まろ）め失う』と書き、屁のことである。『傷寒論』にあり、腸の働きを診るため、有無をたずねたのだ」と聞き出す。
和尚が「てんしき」を知らないことを悟った珍念は、寺に帰って「『てんしき』とはさかずきのことです」と和尚に嘘を言うと、和尚は「その通りだ。『呑む酒の器』と書く」」と答えた。和尚は「これから来客の折は、大事にしている『呑酒器（てんしき）』を見てもらおう」と言い、珍念にさかずきを出しておくよう命じる。
医師がふたたび寺に問診に訪れた際、和尚は「実は『てんしき』がありました」と言うので、医者が「それはよかった」と案じてみせると、和尚はさかずきを自慢したくてたまらず、「自慢の『てんしき』をお目にかけましょう」と言って医師を驚かせる。「三つ組の『てんしき』でして、桐の箱に入れてある」「ふたを開けた途端に臭うでしょうな」
珍念は笑いをこらえかねながら、桐の箱を運び入れ、ふたを取ってみせる。医師は「これはさかずきではありませんか」と問い、和尚は珍念に一杯食わされたことを知る。和尚が「こんなことで人をだまして恥ずかしいと思わないのか」と珍念を叱ると、「ええ、屁でもありません」

## バリエーション
サゲのバリエーションは多岐にわたる。
- 医師が「寺方では『てんしき』とはさかずきのことか」と尋ね、和尚が「昔から寺ではそのように呼んでいます」と答える。医師が「どのくらい昔から？」と尋ねると、和尚が「奈良・平安（おなら、屁ーあん）の昔から」と洒落るもの。上方で多く用いられる。
- 医師が「なぜさかずきが『てんしき』なのか」と問うと、和尚が「さかずきを重ねると『ブーブー』が出る」と言うもの[2][3][4]。この「ブーブーが出る」について、宇井無愁は「『不平』『文句』の意味という説もあるが、納得しにくい」としている[3]。
- だまされたと知った和尚が「どうりで臭い話だと思った」と言うもの。
- 和尚が「どちらもつまみが必要ですな」という酒のつまみと鼻をつまむことをかけた洒落を言うもの。
- 立川談志は転失気（放屁）ではなくセコ（落語家の符丁で大便）とし、オチを「これは酒坏ではありませんか」「ええ、これをやりすぎるとクソ坊主と呼ばれます」と演じた。